# إدوارد إيفاكدالام
إدوارد إيفاكدالام (بالإندونيسية: Eduard Ivakdalam)‏ (19 ديسمبر 1974 بميروكي في إندونيسيا - ) هو لاعب كرة قدم إندونيسي في مركز الوسط. شارك مع منتخب إندونيسيا لكرة القدم. أما مع النوادي، فقد لعب مع برسيبورا جايابورا وPersidafon Dafonsoro ‏.

## روابط خارجية
- إدوارد إيفاكدالام على موقع قاعدة بيانات كرة القدم.إي يو (الإنجليزية)
- إدوارد إيفاكدالام على موقع ناشيونال فوتبول تيمز (الإنجليزية)
- إدوارد إيفاكدالام على موقع Soccerway.com (الإنجليزية)